# كريم سنجابي
كريم سنجابي (بالفارسية: کریم سنجابی) سياسي إيراني، شغل منصب وزير الخارجية عام 1979 ، وتولي رئاسة حزب الجبهة الوطنية عام 1967 ، شارك في الثورة الإيرانية عام 1979 وتحالف مع الخميني إلا ان الأخير لم يشاركه في الحكومة وأنقلب علي كل حلفاءه من الليبراليين واليساريين مما دفعه الي السفر الي باريس ثم الي الينوي بالولايات المتحدة حتى وفاته عام 1995.